# بهمان جيهان تيغ
بهمان جيهان تيغ (14 مارس 1995 بآزادشهر في إيران - ) هو لاعب كرة قدم إيراني في مركز الهجوم. شارك مع منتخب إيران تحت 17 سنة لكرة القدم ومنتخب إيران تحت 20 سنة لكرة القدم. أما مع النوادي، فقد لعب مع نادي فولاد خوزستان.